# Swap (derivát)
Swap (též swapový obchod, swapová operace, swapový kontrakt; zřídka výměna; z angl. swap - „vzájemná výměna“) je termínovaná smlouva, kterou se dva ekonomické subjekty zavazují vyměnit si mezi sebou buď dohodnutá předmětná aktiva či finanční toky za předem pevně stanovených podmínek. Swap řadíme mezi finanční deriváty.

## Druhy
- úrokový swap (IRS, interest rate swap) – jeden z nejčastěji uzavíraných druhů swapových obchodů, které ekonomické subjekty využívají zejména k optimalizaci svých aktiv a pasiv. Je to termínovaná smlouva, ve které se subjekty zavazují převést si předem dohodnuté finanční toky odpovídající úrokovým platbám za teoreticky si vzájemně poskytnuté stejně velké úvěry, denominované ve stejné měně. To znamená, že si mezi sebou vyplatí jen rozdíl dohodnutých úroků, nikdo nikomu nedluží jistinu.
- měnový swap (currency swap) – subjekty si vzájemně vymění úrokové platby denominované ve dvou různých měnách, přičemž na začátku a na konci dochází i k výměně nominálních hodnot podkladových měn za dohodnutý kurz.
- devizový swap (foreign exchange swap) – na začátku se nakoupí jedna měna proti druhé měně za aktuální spotový kurz, následně v okamžiku splatnosti kontraktu realizovaný zpětný prodej potom proběhne za předem dohodnutou termínovanou cenu.